# Kees Kalkman
Cornelis "Kees" Kalkman (Delft, 5 mei 1928 – Leiden, 19 januari 1998) was een Nederlands botanicus.
Hij volgde zijn opleiding aan de Universiteit Leiden. Vanaf februari 1956 was hij verbonden aan de Afdeling Boswezen in Hollandia, West-Nieuw-Guinea. In 1958 verhuisde hij naar Manokwari. Hij ondernam in Nieuw-Guinea een aantal expedities om planten te verzamelen. In september 1959 verliet hij Nieuw-Guinea en werd hij benoemd tot staflid van het Rijksherbarium in Leiden.
In 1965 promoveerde hij aan de Universiteit Leiden op de Aziatische vertegenwoordigers van het geslacht Prunus. In 1972 werd hij de opvolger van Cornelis van Steenis als hoogleraar-directeur van het Rijksherbarium. Als herbariumdirecteur had hij vooral interesse in nutsgewassen en gaf hij aan de Universiteit Leiden colleges over economische botanie. Eind 1991 ging hij met emeritaat, waarna hij als hoogleraar-directeur werd opgevolgd door Pieter Baas.
Na zijn emeritaat wilde Kalkman een etnobotanisch boek schrijven voor een breed publiek over voor de mens nuttige en juist schadelijke planten. Zijn boek met de werktitel Economische Botanie was in een vergevorderd stadium van voltooiing toen hij onverwachts overleed. Slechts een aantal hoofdstukonderdelen en de illustraties waren nog niet af. Uiteindelijk hebben Ruud van der Meijden en Marijke Nauta het boek onder handen genomen en is het boek in 2003 onder de titel Planten voor dagelijks gebruik: botanische achtergronden en toepassingen alsnog gepubliceerd.
Voor botanische namen die hij heeft gepubliceerd wordt de standaardafkorting Kalkman gebruikt. Een voorbeeld van een door hem beschreven soort, is Protium yunnanense. Dimorphanthera kalkmanii is naar hem vernoemd.